# Перебор (Пермский край)
Перебор — деревня в Берёзовском районе Пермского края. Административный центр Переборского сельского поселения.

## История и названия
Населенный пункт впервые упоминается в ревизской сказке 1719 года как деревня Кылтым (Култым). Евгений Николаевич  Шумилов в своей работе "Тимошка Пермитин из деревни Пермяки" пишет следующее: "деревня в Березовском районе на реке Шаква. Впервые отмечена на карте в 1734-1736 гг.» Название деревни происходит от местного географического термина «перебор» — часть реки, покрытая подводными или выступающими из воды большими каменными обломками, между которыми вода пробивается с особой силой, отчего плавание на переборах затруднено и даже опасно.

## Географическое положение
Расположена на левом берегу реки Шаква (правый приток реки Сылва), к северу от райцентра, села Берёзовка.

## Население
| 2010 | 2014 | 2015 | 2016 |
| ---- | ---- | ---- | ---- |
| 516  | ↗604 | ↘599 | ↘598 |

## Улицы
- Ермолинская ул.
- Лесная ул.
- Луговая ул.
- Молодёжная ул.
- Парковая ул.
- Первомайская ул.
- Полевая ул.
- Центральная ул.
- Школьная ул.

## Топографические карты
- Лист карты O-40-79. Масштаб: 1 : 100 000. Издание 1980 г.